# Лісонасіннева ділянка (пам'ятка природи)
Лісонасіннева ділянка сосни — ботанічна пам'ятка природи місцевого значення. Об'єкт розташований на території Ковельського району Волинської області, на схід від с. Смолярі. 
Площа — 2,1 га, статус отриманий у 1991 році. Перебуває у користуванні ДП «Старовижівське ЛГ», Старовижівське лісництво кв. 12, вид. 18.
Охороняється ділянка високобонітетного насадження сосни звичайної (Pinus sylvestris), що включена в насіннєвий генофонд. 

## Галерея

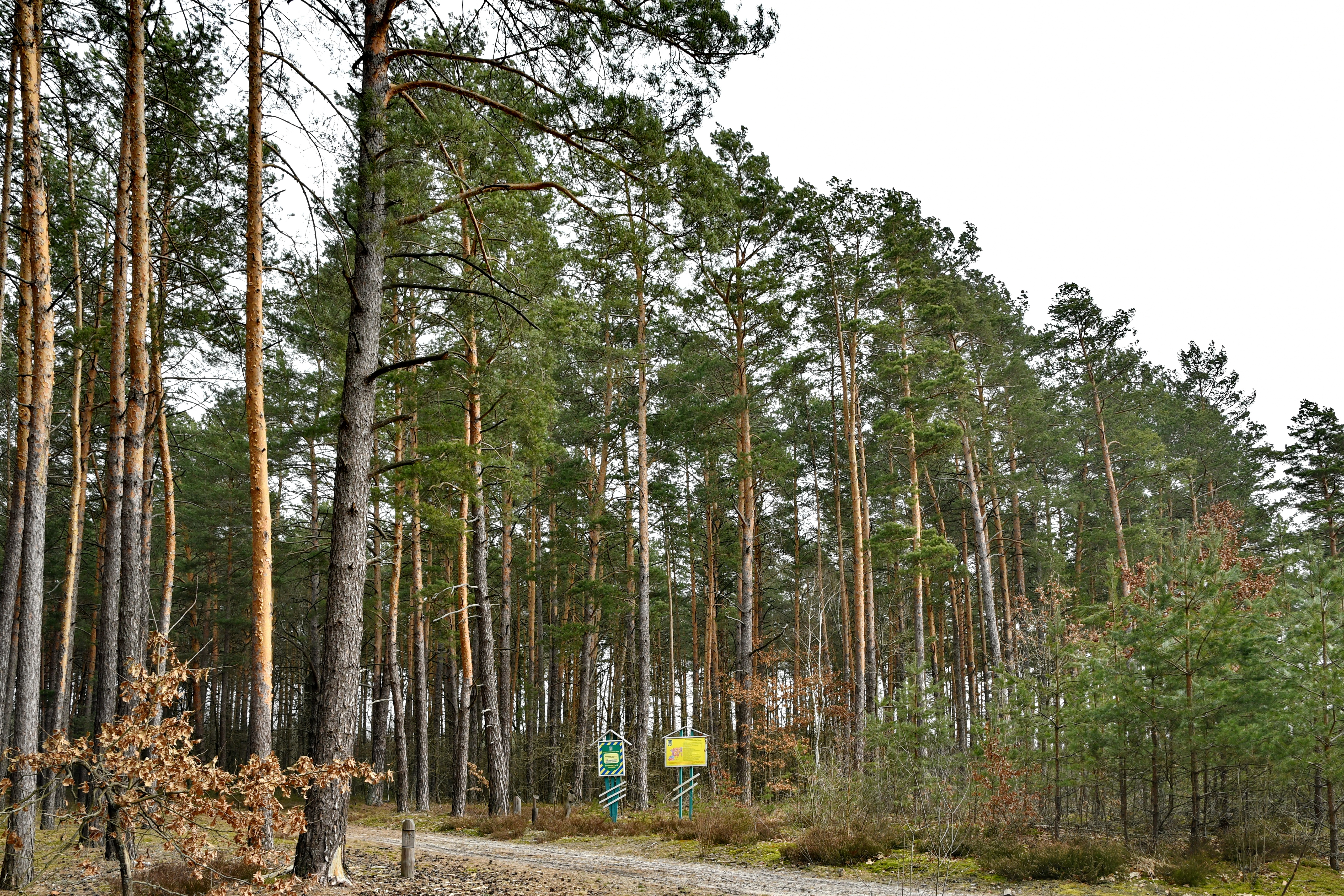
Вигляд із заходу
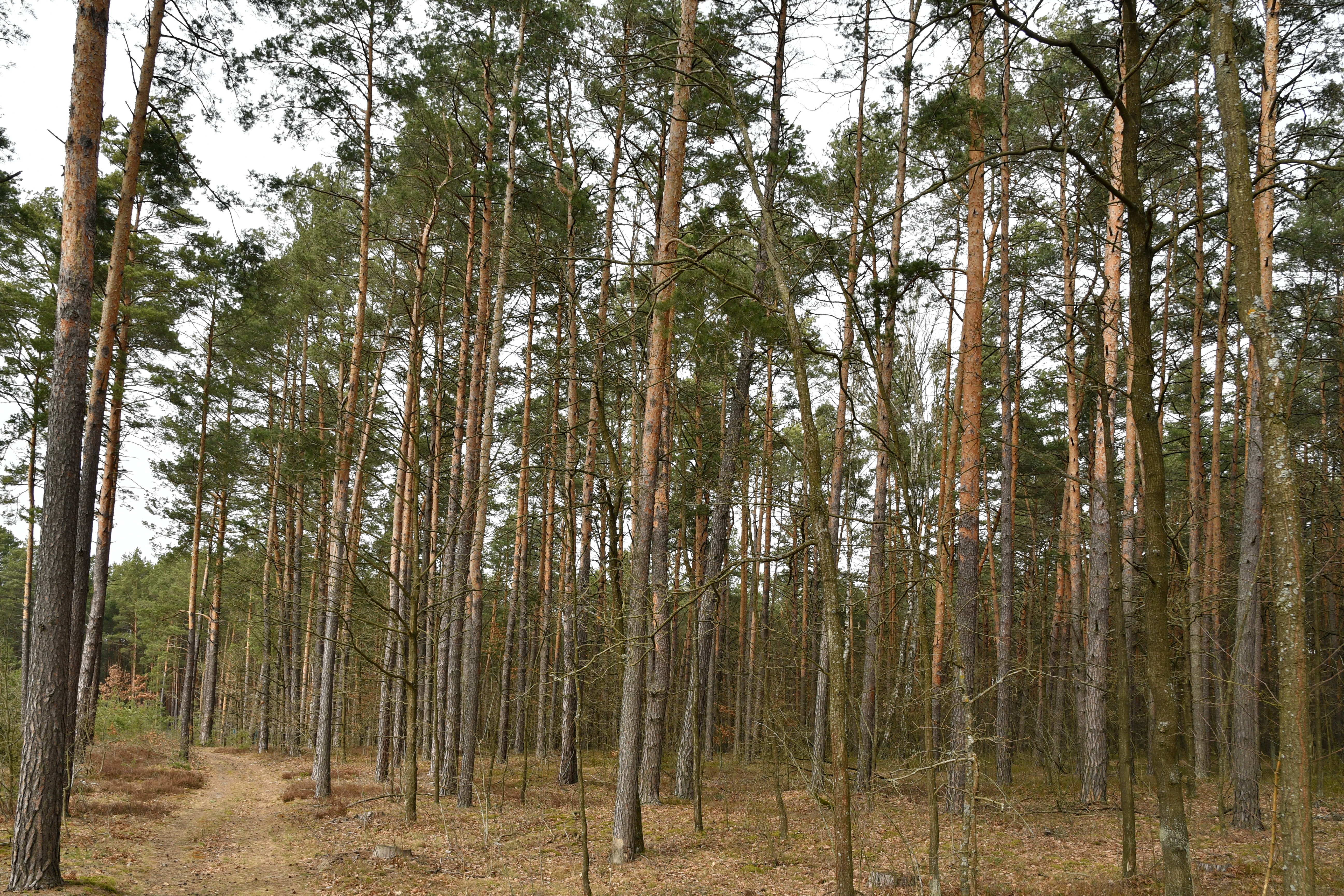
Загальний вигляд
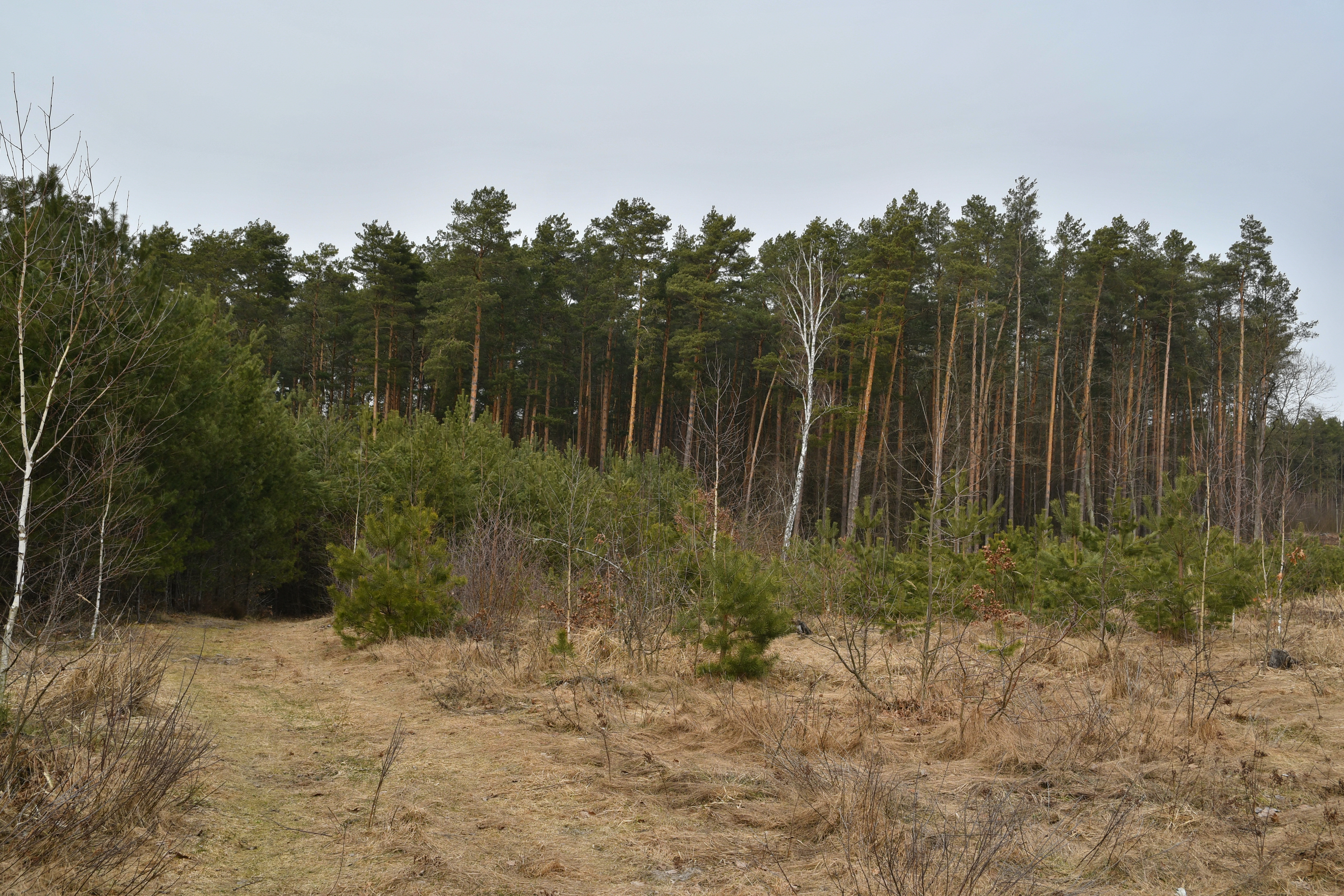
Вигляд з півдня